# Fonction variadique
En programmation informatique, une fonction variadique est une fonction d'arité indéfinie, c'est-à-dire qui accepte un nombre variable de paramètres.
De nombreuses opérations mathématiques et logiques peuvent se représenter sous forme de fonctions variadiques. Par exemple, l'addition de nombres ou la concaténation de chaînes de caractères peuvent s'appliquer à un nombre arbitraire d'opérandes.

## Implémentations

### C
Le langage C permet la définition de fonctions variadiques.
Les exemples les plus connus sont les fonctions standard d'entrée-sortie printf et scanf.
La récupération des arguments se fait grâce au type va_list et aux macros va_start(), va_arg() et va_end() de <stdarg.h>. La fonction doit alors trouver un moyen de connaître le type des arguments qui lui ont été fournis, ceux-ci étant choisis par l'utilisateur. Néanmoins, le prototype d'une fonction variadique doit comporter au moins un paramètre muet dont le type est connu.
Exemple : la fonction suivante illustre l'utilisation de <stdarg.h>.
```
#include
 
<stdio.h>

#include
 
<stdarg.h>

/* Renvoie la moyenne des valeurs réelles passées en

   paramètres. Le premier paramètre, le nombre de valeurs,

   doit être strictement positif. Les suivants doivent être

   des nombres réels (de type float ou double, pas int)  */

double
 
moyenne
(
int
 
nb_valeurs
,
 
double
 
valeur1
,
 
...)

{

        
double
 
somme
 
=
 
valeur1
;

        
va_list
 
params
;
 
// pointeur de la liste des paramètres

        
va_start
(
params
,
 
valeur1
);
 
// initialise le pointeur grâce

                                   
// au dernier paramètre fixe

        
for
 
(
int
 
i
 
=
 
1
 
;
 
i
 
<
 
nb_valeurs
 
;
 
++
i
)
 
{

                
// récupérer le paramètre suivant de la liste:

                
double
 
valeur_suiv
 
=
 
va_arg
(
params
,
 
double
);
 

                
somme
 
+=
 
valeur_suiv
;

        
}

        
va_end
(
params
);
 
// fermeture de la liste

        
return
 
somme
 
/
 
nb_valeurs
;

}

int
 
main
(
void
)

{
       
// exemple d'utilisation :

        
printf
 
(
"%.3f
\n
"
,
 
moyenne
(
3
,
 
14.5
,
 
18.0
,
 
17.5
));
 
// affiche 16.667

        
return
 
0
;

}

```

### Java
Les méthodes variadiques existent en Java depuis la version 5. Un paramètre (le dernier, s'il y en a plusieurs) peut être déclaré variadique en ajoutant trois points de suspension après son type. Ce paramètre sera en fait un tableau dont les éléments, du type déclaré, prendront les valeurs des paramètres effectifs multiples.
Exemple :
```
double
 
moyenne
(
double
...
 
valeurs
)

{

      
double
 
somme
 
=
 
0
;

      
for
 
(
double
 
valeur
 
:
 
valeurs
)

            
somme
 
+=
 
valeur
;

      
return
 
somme
 
/
 
valeurs
.
length
;

}

```

L'invocation de cette méthode pourra se faire avec n'importe quel nombre de paramètres :
```
m1
 
=
 
moyenne
(
14.5
,
 
17
,
 
15
);
 
// m1 = 15.5

m2
 
=
 
moyenne
(
10
);
           
// m2 = 10.0

m3
 
=
 
moyenne
();
             
// m3 = NaN

```

### PHP
PHP, depuis la version 4, permet de définir des fonctions variadiques. Au sein d'une telle fonction, les paramètres peuvent être obtenus à l'aide des fonctions func_num_args(), func_get_arg() et func_get_args().
Exemple de code :
```
// Avant PHP 5.3 :

function
 
somme
()
 
{

    
$args
 
=
 
func_get_args
();

    
return
 
array_sum
(
$args
);

}

// Syntaxe autorisée depuis PHP 5.3 :

function
 
somme
()
 
{

    
return
 
array_sum
(
func_get_args
());

}

somme
(
2
,
 
2
);
 
// renvoie 4

```

Depuis la version 5.6, il est possible (et préférable) d'utiliser l'opérateur ..., appelé splat operator :
```
function
 
somme
(
...
$termes
)
 
{

    
return
 
array_sum
(
$termes
);

}

```

De plus, depuis la version 7.0, il est possible de spécifier le type des paramètres :
```
function
 
sommeEntiers
(
int
 
...
$termes
)
 
{

    
return
 
array_sum
(
$termes
);

}

```

### python
Exemple de code :
```
#!/usr/bin/env python

#-*- coding: utf-8 -*-

# Python 3.7

def
 
moyenne
(
*
argv
)
 
->
 
float
:

    
somme
 
:
 
float
 
=
 
0

    
for
 
arg
 
in
 
argv
:
  
        
somme
 
=
 
somme
 
+
 
arg

    
return
 
somme
 
/
 
len
(
argv
)

if
 
__name__
 
==
 
'__main__'
:

    
# exemple d'utilisation :

    
print
(
moyenne
(
14.5
,
 
18.0
,
 
17.6
))
 
# affiche 16.7

```

### Tcl
Le langage Tcl] permet la définition de fonctions variadiques depuis le début.
Exemple de code :
```
proc
 
moyenne
 
args
 
{

  
if
 
{[set
 
n
 
[
llength
 
$args
]]
 
==
 
0
}
 
{return
 
0
}

  
expr
 
{[
tcl
::
mathop::
+
 
{
*
}
$args
]
 
/
 
double
(
$n
)}

}

moyenne
 
1
 
2
 
3
 
4
 
5
 
6
 
7
 
8
 
9
 
;
 
# affiche 5.0

moyenne
 
1
 
2
 
3
 
4
 
5
 
;
 
# affiche 3.0

moyenne
 
1
 
2
 
;
 
# affiche 1.5

```